# Moše z Leónu
Moše z Leónu (španělsky Moses de León; 1250?, Guadalajara – 1305, Arévalo), vlastním jménem Moše ben Šem Tov (hebrejsky משה בן שם-טוב די-ליאון‎), byl španělský (kastilský) rabín a kabalista, v mládí stoupenec Maimonida a pravděpodobný autor kabalistického spisu Zohar, který se stal nejvýznamnějším dílem židovského mysticismu.
Od roku 1292 vedl život potulného učence. Podle Avrahama ben Šloma z Torrutielu sepsal 23 knih, z nichž se však většina ztratila. Po jeho smrti vznikl spor ohledně autorství Zoharu, které je někdy též připisováno tana'itskému rabínovi z 2. století n. l., Šim'onovi bar Jochajovi. Vyvstala otázka, zda Moše z Leónu čerpal z nějakého ztraceného rukopisu, či, jak tvrdila jeho vdova, je on sám autorem rukopisu. Moderní vědci (např. Geršom Scholem) se přiklánějí k názoru, že je skutečně autorem pouze on.

## Dílo
- 1287: Sefer ha-rimon
- 1290: Ha-nefeš ha-chachama alebo Ha-miškal
- 1292: Šekel ha-kodeš
- 1293: Miškan ha-edut alebo Sefer ha-sodot